# 尤金·艾倫
尤金·艾倫（英語：Eugene Allen，1919年7月14日—2010年3月31日）是一位在白宮擔任侍者及管家長達34年的非裔美國人，他於1986年退休之前的職位是白宮總管。2013年電影《白宮管家》的劇情便是改編自他的生涯與經歷。

## 生平
艾倫於1919年出生於維吉尼亞州的斯科茨維爾，在進入白宮之前已有過多年的侍者經驗，任職於僅服務白人的娛樂場和鄉間俱樂部，包括一座位於維吉尼亞州溫泉城的渡假地、以及位於華盛頓特區的一家俱樂部。1942年時，艾倫在華盛頓的一場生日宴會上認識了他的妻子海琳（Helene），兩人後來結婚共達65年，並有一位獨子查爾斯·艾倫（Charles Allen）。
1952年，33歲的艾倫開始進入白宮擔任配膳員（pantry man），職責內容有洗盤子、整理櫥櫃及擦拭銀餐具等基礎工作。經過多年後，艾倫的職位得到提升，最後成為總統的貼身管家。
1963年時，艾倫因為甘迺迪遇刺案受到了很大的衝擊。其子查爾斯描述當時的情形：「我父親在甘迺迪總統遇害那天很晚才下班回家，但接著又起床並穿好大衣，說：『我必須回去工作』。不過當他走到走廊上時，就頹然倒在牆上並開始哭泣。那是我這輩子第一次看到我爸爸哭」。之後雖然艾倫受邀參加甘迺迪的喪禮，但他以「總得有人留在白宮，服務所有從喪禮上回來的人」為由，選擇堅守崗位、進行接待會的準備工作。1974年上任的總統傑拉爾德·福特與艾倫的生日正好在同一天，因此艾倫在福特的白宮生日派對上也總是有份，福特夫人也會請眾人同時給予福特和艾倫祝福。
1981年，艾倫在隆納·雷根的任內升上了白宮眾管家中最富盛名的職位——總管。第一夫人南茜·雷根曾邀請艾倫帶妻子一起出席在白宮舉辦、招待西德總理赫爾穆特·科爾的國宴。
1986年，艾倫正式退休。他與妻子海琳都打算在2008年美國總統大選中投票給民主黨籍的總統候選人巴拉克·歐巴馬，但海琳卻在投票日前一天去世了，使艾倫只能獨自一人前往投票所、並見證了美國首位非裔總統的當選。2010年3月31日，艾倫因為腎功能衰竭而病逝於馬里蘭州蒙哥馬利縣塔科馬公園市的華盛頓教會醫院。

## 名聲
艾倫第一次為公眾所知，是由於《華盛頓郵報》於2008年總統大選落幕不久後刊載的一篇文章「一名受本屆大選滿足的管家」（A Butler Well Served by This Election），此文介紹了艾倫與其妻子，還以美國種族關係的變遷和艾倫服侍過的諸位總統為背景，來敘述他的人生。文末還敘述了夫妻兩人打算投票給歐巴馬，但海琳卻去世的經過：
兩人談到了要一起為巴拉克·歐巴馬能入主白宮而禱告、要一起去投票。當他們走路去選區時，她的一隻手撐著拐杖，另一隻手扶在他身上。...海琳在星期一時已經有跟醫師約診，尤金起床並碰了碰她，接著又繼續這個動作。他下床拖著腳走到她睡的那側，再碰了她一下，但他已孓然一身了。過了一會他說：「我自己醒了，我太太卻沒醒」
這篇故事公開後立即引發了影響，哥倫比亞電影公司買下了版權翻拍艾倫的人生履歷，而他也受邀參加歐巴馬的就職典禮。艾倫在與會時評論道：「這就是他了...呼，我真的要說，看到這真的很棒。目睹他站在那邊，一切都值得了」。
導演馬喬利·亨特（Marjorie Hunt）執導了一部32分鐘紀錄片《白宮裡的員工們》（Workers at the White House），艾倫與其他曾在白宮任職過的侍者都在片中出現過。該紀錄片於2009年時由史密森尼民俗錄音室發行成DVD，稱作《白宮員工們：傳統與回憶》（White House Workers: Traditions and Memories）。
2013年電影《白宮管家》是一部以尤金·艾倫的故事為基底的作品，編劇丹尼·史壯是看了2008年華盛頓郵報那篇介紹艾倫的文章，而對此片激發靈感的。電影的中心角色——佛瑞斯·惠特克飾演的虛構管家「塞西爾·蓋恩斯」（Cecil Gaines）僅略為以真實的尤金艾倫為藍本創造。保守派政論家班·夏皮洛表示，電影主角與艾倫本人的差別會對於歷史的描寫造成扭曲。他說：「電影本身無疑地充滿了不準確的歷史情節，《白宮管家》實質上與其採取的題材——白宮總管艾倫的生活沒有共同之處，除了電影主角與艾倫都是白宮裡的黑人管家之外」。